# Диагностика иррациональных установок Эллиса
Диагностика иррациональных установок Эллиса (тест Эллиса, методика Эллиса) — методика, разработанная Альбертом Эллисом на базе теории рационально-эмоционально-поведенческой терапии (РЭПТ). Методика направлена на выявление соотношения рациональности-иррациональности в мышлении и определение степени выраженности иррациональных установок человека.

## Иррациональные установки
В соответствии с представлениями А. Эллиса, иррациональные установки — жёсткие когнитивно-эмоциональные связи, конфронтирующие с реальностью и противоречащие объективным условиям, закономерно приводящие к дезадаптации личности. Формирование иррациональных установок, как и рациональных, происходит в рамках социальных отношений, то есть они перенимаются от сверстников и родителей. Эллис также отмечает высокую роль семейных правил в развитии иррациональных установок.
Иррациональные убеждения чаще всего несут в себе смысл долженствования, требования или предписания относительно того, каким способом человек должен достичь желаемого. Они определяют отношение человека к происходящим с ним событиям.
Иррациональные установки носят мистический характер и в большинстве случаев вредны для человека. Чем больше мышление человека опирается на иррациональные установки, тем сильнее выражены беспокойство, чувство собственной ничтожности и подавленность.
Далее в таблице будет приведен перечень наиболее часто встречающихся иррациональных установок и их слов-маркеров, часть которых диагностируется при помощи методики Эллиса. Кроме того, чем чаще встречаются в речи человека высказывания, содержащие характерные слова-маркеры, тем более выражены иррациональные установки.
|    | Название установки                          | Описание | Слова-маркеры                                                                                        |
| -- | ------------------------------------------- | --- | --- |
| 1  | Установка долженствования                   | Идея долга, проявляющаяся в трёх сферах: - Долженствование в отношении себя (проявляется в представлениях о том, что сам человек кому-то что-то должен) - Долженствование в отношении других (проявляется в представлениях о том, как другие должны обращаться с человеком, что могут делать, а что нет) - Требование к окружающему миру (проявляется в представлениях о том, что человеку должна погода, природа, государство и т. п.) | Обязательно, должно, должны, должен (и иные формы этого слова), кровь из носу, во что бы то ни стало |
| 2  | Установка катастрофизации                   | Подразумевает гиперболизацию негативной характеристики ситуации или проблемы, тем самым отражая представление, что в мире существует катастрофический аспект, лежащий вне системы оценки | Ужас, кошмар, конец света, катастрофа                                                                |
| 3  | Установка предсказания негативного будущего | Тенденция верить в высокую вероятность негативного развития событий, вне зависимости от того, были они вербализованы или представлены только в мысленном плане | Если, а ведь может быть и, возможно, а вдруг                                                         |
| 4  | Установка максимализма                      | Выбор высших из всех гипотетически возможных стандартов и использование их как эталона в определении ценности своих действий и личности или других людей. Крайняя форма проявляется перфекционизмом | Только на отлично, на все 100%, на пятёрку, по максимуму                                             |
| 5  | Установка дихотомического мышления          | Тенденция отнесения жизненного опыта к одной из двух взаимоисключающих категорий, то есть склонность к мышлению крайностями | Либо то — либо это, или то — или это                                                                 |
| 6  | Установка персонализации                    | Тенденция к связыванию со своей личностью всего происходящего, не имея для того оснований | Местоимения: я, меня, мне и т. п.                                                                    |
| 7  | Установка сверхобобщения                    | Тенденция к категоричным суждениям по частному признаку относительно совокупности, то есть приход к новому общему правилу через вывод на основании изолированных (или одного) эпизодов | Никто, все, всё, ничто, нигде, вечно, постоянно                                                      |
| 8  | Установка чтения мыслей                     | Тенденция к предписыванию людям невысказанных суждений, мыслей и мнения | они (он/она) думают(ет)                                                                              |
| 9  | Установка оценочная                         | Тенденция оценивать личность человека в целом, а не отдельные качества, поступки и т. п. | хороший, глупый, грубый и иные оценочные слова                                                       |
| 10 | Установка антропоморфизма                   | Тенденция приписывать человеческие свойства и качества иным объектам природы | думает, справедливо, честно, считает (при адресации не человеку)                                     |

## Описание методики
Диагностический материал представлен в виде 50 утверждений, которые предлагаются исследуемому для оценки по шкале от 1 до 6, где:
| 1                  | 2                   | 3               | 4                  | 5                      | 6                     |
| ------------------ | ------------------- | --------------- | ------------------ | ---------------------- | --------------------- |
| Полностью согласен | в основном согласен | слегка согласен | слегка не согласен | в основном не согласен | полностью не согласен |

Примеры используемых утверждений:
«Люди, несомненно, должны жить по законам».
«В некоторых вопросах я определённо должен быть более компетентным».

«Я не выношу некоторых поступков, совершаемых моими друзьями или членами моей семьи».
Методика анализирует 6 шкал, 4 из которых соответствуют группам иррациональных установок мышления, выделенных Эллисом; к ним относятся:
1. «Катастрофизация» — связана с тем, как человек воспринимает неблагоприятные ситуации.
2. «Долженствование в отношении других» — наличие высоких требований, предъявляемых к другим.
3. «Долженствование в отношении себя» — наличие высоких требований к себе.
4. «Оценочная установка» — отражает склонность оценивать свою личность и личности других людей в целом[2].

Дополнительные две шкалы направлены на оценку переносимости фрустрации (шкала «Оценка фрустрационной толерантности личности») и на оценку общей рациональности мышления (шкала «Самооценка»).
Полученные ответы далее обрабатываются в соответствии с ключом. Каждой шкале опросника соответствует ряд утверждений. Значения оценок определённых утверждений (указанных в ключе) меняются на противоположные при подсчёте общей суммы баллов шкалы. После подсчёта суммы баллов по каждой шкале показатели соотносятся с указанными в ключе смысловыми интервалами значений, где:
- Сумма баллов меньше 30 — выраженное наличие иррациональной установки.
- Сумма баллов от 30 до 45 — иррациональная установка присутствует.
- Сумма баллов больше 45 — отсутствие иррациональной установки[2].

Таким образом, чем выше полученный по шкале балл, тем ярче выражена рациональность, и наоборот.

## Практическое применение
Методика используется в рамках РЭПТ при работе с коррекцией и преодолением негативных эмоций, стресса, тревожно-фобических и ряда личностных расстройств, семейных проблем, зависимостей и т. д. для выделения иррациональных установок, влияющих на человека и вызывающих соответствующие чувства и дезадаптацию.
Необходимость выделения установок объясняется используемым в терапии путём их преодоления, суть которого в том, что если человек будет активно подвергать сомнению и всячески оспаривать свои иррациональные установки, приводящие к имеющимся дезадаптивным последствиям, то рано или поздно придёт к пониманию их суеверности, необоснованности и сможет научиться контролировать их, по итогу отказавшись от них и приобретя более адекватные реальности (то есть рациональные) установки.